# مقاطعة إدموندز (داكوتا الجنوبية)
إدموندز (بالإنجليزية: Edmunds)‏ هي إحدى مقاطعات ولاية داكوتا الجنوبية في الولايات المتحدة الأمريكية.

## أعلام
- أوسكار إي. هوبر